# Cumulopuntia
Genre
Synonymes
Sphaeropuntia Guiggi, 2012
Cumulopuntia est un genre de plantes dicotylédones de la famille des Cactaceae, originaire d'Amérique du Sud.

## Description

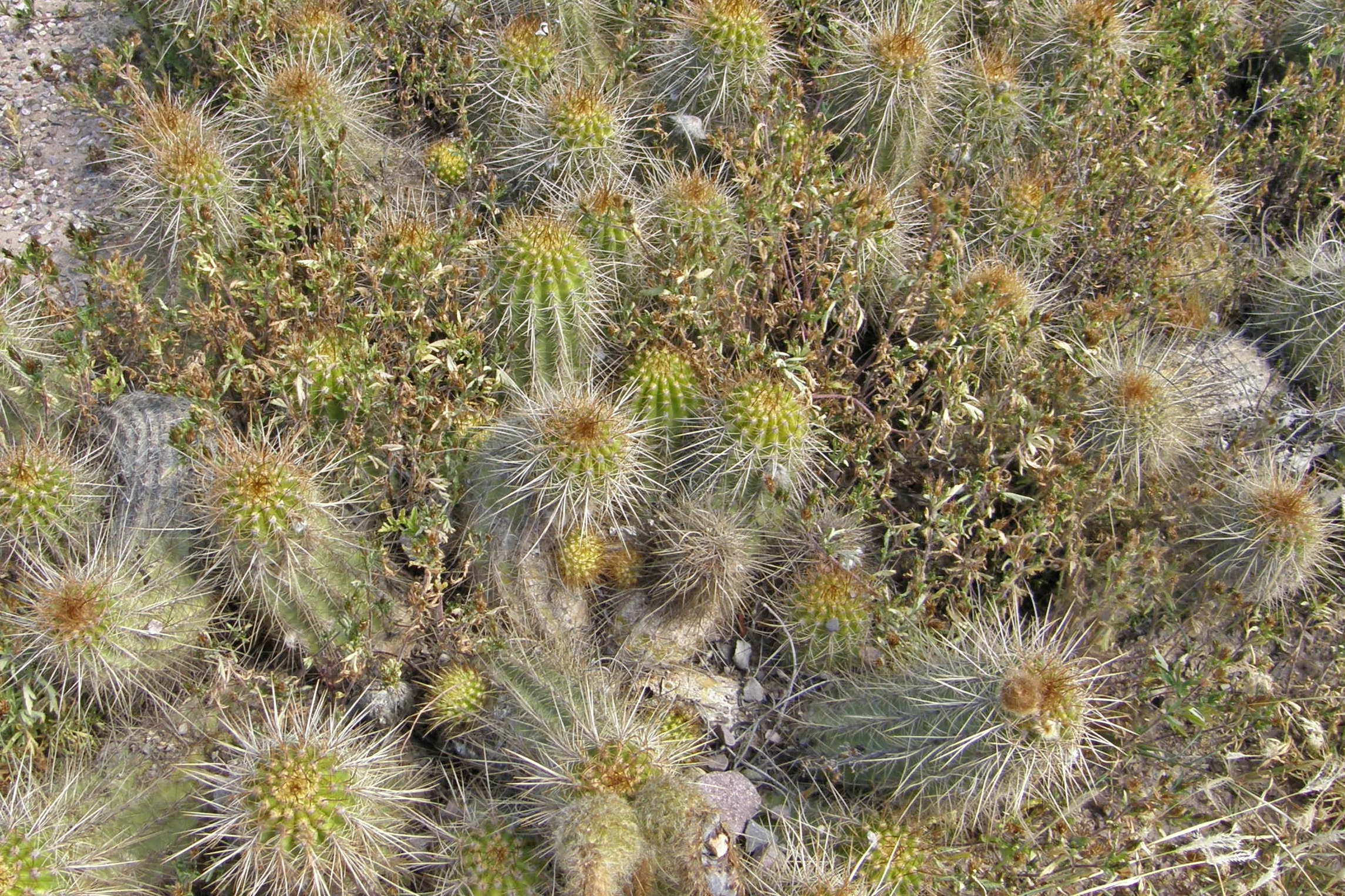
Aspect d'un « coussin » de Cumulopuntia boliviana.

Ce sont des cactus formant des « coussins ».
Cumulopuntia boliviana est un cactus densément armé d'épines jaunes à brun-rougeâtre qui peuvent atteindre 10 cm de long. Ce cactus se développe en formant de grands « coussins » hémisphériques creux, allant jusqu'à un mètre de diamètre. Les segments de la tige, allongés à ovoïdes, vert pâle, mesurent jusqu'à 7,5 cm de long sur 4 cm de diamètre. Les fleurs, jaunes, rarement orange, rose ou rouge, atteignent 5 cm de long pour 6 cm de diamètre.

## Distribution et habitat
Argentine, Bolivie, Chili, Pérou.

## Liste des espèces
- Cumulopuntia boliviana
- Cumulopuntia chichensis
- Cumulopuntia corotilla
- Cumulopuntia glomerota
- Cumulopuntia ignota
- Cumulopuntia iturbicola
- Cumulopuntia leucophaea
- Cumulopuntia rossiana
- Cumulopuntia sphaerica
- Cumulopuntia subterranea
- Cumulopuntia zehnderi[4]

## Publication originale
- F. Ritter Kakteen Südamerika 2, 1980 : 399.